# Ghiacciaio Pilot
Il ghiacciaio Pilot è un ghiacciaio lungo circa 22 km situato nella parte nord-occidentale della Dipendenza di Ross, nell'Antartide orientale. Il ghiacciaio, il cui punto più alto si trova a circa 2000 m s.l.m., si trova sulla costa di Borchgrevink, nella parte occidentale della dorsale dell'Alpinista, dove fluisce verso sud-ovest, costeggiando il versante sud-orientale dell'altopiano Deception, fino a unire il proprio flusso a quello del ghiacciaio Aviator, proprio davanti alla scogliera Eldridge.

## Storia
Il ghiacciaio Pilot è stato così battezzato dai membri del reparto settentrionale della spedizione neozelandese di ricognizione geologica antartica svolta nel 1962-63, in onore dei piloti ("pilot" in inglese) dello squadrone statunitense VX-6, per il contributo da loro dato all'esplorazione antartica.